# Acacia amblyophylla
Acacia amblyophylla é uma espécie de leguminosa do gênero Acacia, pertencente à família Fabaceae.